# Valašská Senice
Valašská Senice là một làng thuộc huyện Vsetín, vùng Zlínský, Cộng hòa Séc.